# Carsten Bojsen
Carsten Moe Bojsen (20. maj 1958 - 12. juni 1992) var en dansk atlet. Han var medlem Esbjerg AF.
Carsten Bojsen Memorial er et kastestævne, der har været afholdt i Esbjerg gennem en årerække.

## Danske mesterskaber
- Guld 1983 Spydkast 73,86
- Bronze 1982 Spydkast 67,88
- Sølv 1980 Spydkast 71,30

## Personlig rekord
- Spydkast gl: 82,15 1983
- Spydkast nye: 62,26 1987